# 国際金融市場
国際金融市場（こくさいきんゆうしじょう）とは、国際間取引（クロスボーダー取引）が大規模に行われている金融市場である。金融期間の長いものは特に国際資本市場と呼ぶ場合がある。

## 誕生
13世紀から15世紀にかけてイタリアのヴェネツィア、ジェノヴァ、フィレンツェ、ローマ、フランスのシャンパーニュ、リヨン、ブザンソン、パリ、アビニョンなどの諸都市の定期市において、外国為替市場が組織された。16世紀から17世紀の間にはアントウェルペン、17世紀末にはアムステルダムやロンドンが重要な外国為替センターとなり、そこで国際金融取引が行われた。
19世紀半ばから20世紀にかけて、イギリスのロンドンは世界一の国際金融センターであり、国際金融市場の模範であった。1816年の金本位制採用から1914年の金本位制度停止までの100年近く、ロンドンでは「金平価」が維持された。これによりイギリスのポンドが他の通貨と比べて厚く信認されたので、各種の多角的決済はロンドンで行われた。
世界の金・商品・長短期資本・海運・保険の諸取引はロンドンを中心市場とした。ポンド建信用状付荷為替手形のロンドンにおける引受・割引信用は、三角貿易のような第三国間の貿易にも広く用いられて、ロンドンは世界の貿易金融の中心地として発展した（詳細は「シティ」の項目を参照）。
しかし、第一次世界大戦以後、イギリスのポンドが弱体化すると、その後、アメリカのドルが支持されるようになり、アメリカのニューヨークが新たな国際金融市場として台頭した（連邦準備制度#歴史も参照してほしい）。
第二次世界大戦後、「ブレトンウッズ協定」により、アメリカのドルは取引通貨・準備通貨として世界的な地位を高めた。各国間の国際決済・貿易金融は在米銀行に当事者が保有するドル預金残高の振替、つまり、ニューヨークの銀行引受手形市場で行われた。
ここまでの歴史から、ある国の金融市場が国際金融市場となる条件として下のようなものが指摘されている。
1. 当該国の通貨が国際取引通貨・準備通貨として広く使われていること。そのためには通貨の金への交換性あるいは政治・経済力を背景として通貨の信認が世界から得られていなければならない。この通貨の信認のもとに、各国の銀行はその金融中心地に当該国通貨の預金勘定をもち、その金融中心地が世界の決済地として機能する。
2. 組織的な長期・短期金融市場の存在。世界各国の資金が集中し、そこで資金の調達・運用が行われるためには、長期・短期の金融市場と金融機関が存在し、世界の銀行の機能を果たしていなければならない。
3. 通貨を自由に交換できる外国為替市場の存在。外国送金・金利裁定・為替ヘッジなどの便宜を提供する外国為替市場の存在は不可欠である。こうした利便性が手形交換所を形成し、銀行を活躍させる。
4. 国際金融取引や外国為替取引の規制が存在しないこと。近代までは英仏間に垣根があった。ニューヨーク台頭の背景。
5. 世界的な商品・海運・保険市場の存在。商品・海運は国際金融市場を裏づける実体経済である。保険は顧客が保有する資産の情報を合法的に得る事業である。手数料は独占でないかぎり価格競争が起こる。
6. 通信・情報処理用インフラ（海底ケーブル等）と金融エキスパート（カストディアン等）の存在。

## 多極化
| 金融市場ランキング                   |                  |
| 順位                                 | 都市             |
| 1                                    | ニューヨーク     |
| 2                                    | ロンドン         |
| 3                                    | シンガポール     |
| 4                                    | 香港             |
| 5                                    | サンフランシスコ |
| 6                                    | ロサンゼルス     |
| 7                                    | 上海             |
| 8                                    | シカゴ           |
| 9                                    | ボストン         |
| 10                                   | ソウル           |
| 国際金融センター指数 (2023年3月発表) |                  |

1950年代より、アメリカ合衆国の国際収支は継続的に赤字になり、世界に過剰なドルをまき散らすことになった。この過剰なドルによって、アメリカには世界中のモノ・サービスが集まり、アメリカは空前の「インフレの悲哀」を味わうことになった。また、アメリカがベトナム戦争に軍事介入したことによって、アメリカの戦費が増大し、アメリカの財政赤字はますます悪化していった。このままいくと、アメリカのドルの防衛が難しくなる。ドルの防衛が出来なければ、金の国外流出はさらに続いていく。これは、超大国アメリカの危機である。
1971年8月、ついにアメリカは、金とアメリカ・ドルとの交換停止を突然、世界に向けて発表した（詳細は「ニクソン・ショック」を参照）。そして、アメリカ・ドルは固定為替相場制から変動為替相場制へと変更され、これ以後のアメリカ・ドルの為替レートは市場の需給によって決まるようになった。
アメリカのこの電撃発表は世界の国際金融市場に大きな衝撃を与えた。欧州の市場であるフランクフルト・チューリヒ・パリ・アムステルダムでは、新しい形の国際金融取引が行われるようになった。その国際金融取引にはドイツ銀行・BNPパリバ・ABNアムロなどが参加し、「ユーロダラー市場」が誕生した。
またアメリカの対外投融資規制や多国籍企業の活動とあいまって「ユーロ債市場」も出現した。通信・情報処理用インフラのグローバル化により、国際金融市場は国境の制約を超えたものとなったのである。
ビッグバンではイギリスのロンドンが「ユーロダラー市場」の中心地となった。パリやフランクフルトにも活発な「ユーロカレンシー市場」が誕生した。
ドル金融をロンドンに奪われそうになっていたアメリカは、非居住者間の金融取引に租税や為替管理上の特典を与えている「オフショア市場」として、1981年ニューヨークに国際金融ファシリティを設立した。「オフショア金融センター」については、まずタックス・ヘイヴンとしてバハマ・ケイマン諸島・パナマ・バーレーンなどが、また「アジアダラー市場」としてシンガポール・香港が、それぞれ急速に発展してきた。1986年12月、「東京オフショア市場」も創設された。
21世紀初頭の市場で大きなウェイトを占めた金融派生商品については、1972年にシカゴ商業取引所で通貨先物取引が開始され、1975年にはシカゴ商品取引所で初めて金利先物が上場された。
その後1982年にシカゴ商業取引所で株価指数先物・株価指数先物オプション、シカゴ商品取引所で債券先物オプションが導入された。店頭取引として通貨スワップや金利先渡取引が行われた。こうした「デリバティブ取引」は、1982年イギリスのロンドン国際金融先物取引所、1984年シンガポールのシンガポール国際金融取引所、1989年日本の東京金融先物取引所(現:東京金融取引所)、1985年日本の東京証券取引所をはじめ、世界各地の取引所で誕生した。このような1980年代から世界全体の経常収支が100億ドル単位で赤字を計上するようになった。
1990年代に入ると、これらの取引所では電子端末入力による付合せ方式で価格が決定され、その後、コンピューター・システムが各取引所に本格的に導入されるようになった。また、インターネットをはじめとしたIT技術の発展は、各取引所の処理能力を大幅に増やし、世界中の多くの情報やニュース記事が瞬時に取引所の価格に反映されるようになった。また、ネット証券の誕生により、市場の垣根が低くなり、市場に参加する個人投資家たちもますます増えていった。従来、世界の金融市場で大きな影響を持っていたヘッジファンドも、複雑な価格変動の動きを読みにくくなり、大きな損失を出すところも出てきた。ロングターム・キャピタル・マネジメントの破綻は、その好例である。
21世紀初頭、新自由主義の席巻と海底ケーブルの充実を背景に国際金融市場の多極化はますます加速した。世界金融危機の陰で仮想通貨のビットコインが新たに登場し、マウントゴックスのデフォルトを機にさまざまな欠陥を指摘された。しかしブロックチェーンだけは宣伝と開発が推進されている。ブロックチェーンを利用したスマートコントラクトは、国際金融市場という金融インフラそのものを、スマートフォンやモノのインターネットのレベルにまで分解・多極化させようとしている。